# Fear No Evil
Fear No Evil es el undécimo álbum de estudio de la cantante alemana Doro. Fue lanzado al mercado en el año 2009 por AFM Records. Alcanzó la posición No. 11 en las listas de éxitos alemanas.

## Lista de canciones
| N.º | Título                        | Escritor(es)         | Duración |  |
| 1.  | «The Night of the Warlock»    | Doro, Chris Lietz    | 5:43     |  |
| 2.  | «Running from the Devil»      | Pesch, Andreas Bruhn | 3:36     |  |
| 3.  | «Celebrate»                   | Pesch, Joey Balin    | 4:54     |  |
| 4.  | «Caught in a Battle»          | Pesch, Bruhn         | 3:09     |  |
| 5.  | «Herzblut»                    | Pesch, Bruhn         | 4:39     |  |
| 6.  | «On the Run»                  | Pesch, Lietz         | 4:41     |  |
| 7.  | «Walking with the Angels»     | Pesch, Balin         | 4:54     |  |
| 8.  | «I Lay My Head upon My Sword» | Pesch                | 3:36     |  |
| 9.  | «It Kills Me»                 | Pesch, Bruhn         | 4:28     |  |
| 10. | «Long Lost for Love»          | Pesch, Joe Taylor    | 3:26     |  |
| 11. | «25 Years»                    | Pesch, Bruhn         | 4:47     |  |

## Personal
- Doro Pesch - voz
- Nick Douglas - bajo
- Joe Taylor - guitarra
- Johnny Dee - batería
- Oliver Palotai - teclados, guitarra
- Luca Princiotta - teclados, guitarra